# 조너선 스펜스
조너선 더모트 스펜스(Jonathan Dermot Spence, 중문명 史景遷, 1936년 8월 11일 ~ 2021년 12월 26일)는 영국 태생의 미국의, 중국역사를 전문으로 하는 사학자이다.
중국학자이자 작가이다. 1993년부터 2008년까지 예일대학교 역사학과 교수로 재직했다. 다작의 작가이자 평론가이자 수필가인 그는 중국에 관한 12권 이상의 책을 출판했다.
스펜스의 주요 관심사는 현대 중국, 특히 청나라와 서방의 관계다. 스펜스는 종종 전기를 사용하여 문화 및 정치 역사를 조사한다. 또 다른 공통된 주제는 서양인과 중국인 모두 "중국을 바꾸려는" 노력과 그러한 노력이 어떻게 좌절되었는지이다.
중국 역사의 주요 학자로 널리 알려진 스펜스는 2004-2005년 미국 역사협회 회장을 역임했다. 그의 주요 초점은 청나라에 있었지만 20세기 지식인과 혁명과의 관계에 대한 연구인 마오쩌둥에 대한 전기를 쓴 적이 있다. 스펜스는 예일대에서 학부생들에게 현대 중국의 역사를 가르쳤다.

## 학력
스펜스는 윈체스터칼리지(Winchester College)와 캠브리지대학교(University of Cambridge) 클레어칼리지(Clare College)에서 공부하였다. 1959년, 캠브리지대학교에서 학사학위(BA)를 받았다. 클레어-멜론 펠로우십(Clare-Mellon Fellowship)을 통해 예일대학교(Yale University)로 가서 중국 역사 및 문화를 연구하였고 석사학위(MA)를 취득, 1965연 존 애디슨 포터 상(John Addison Porter Prize)을 수상하면서 박사학위(PhD)를 받았다. 졸업 훈련의 일부로서, 그는 호주에서 1년동안 청조 연구자 방조영(房兆楹, Fang Chao-ying)과 두련철(杜聯喆, Tu Lien-che) 하에서 수학했다.

## 같이 보기
- 케네스 포메란츠